# Antonio Centa

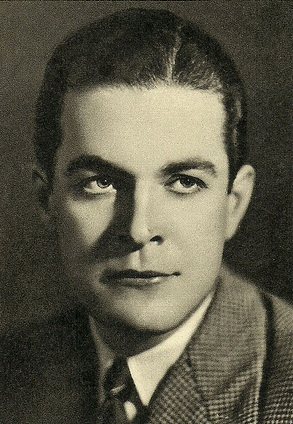
Antonio Centa (1940er Jahre)

Antonio Centa (* 10. August 1907 in Maniago; † 19. April 1979 in Rovigo) war ein italienischer Schauspieler.

## Leben
Centas Familie zog während des Ersten Weltkrieges aus dem Friaul nach Ferrara; nachdem er nach dem Schulabschluss im Keramikwesen seiner Heimat gearbeitet hatte, ging er 1929 in die Vereinigten Staaten, wo er persönlicher Assistent von Primo Carnera wurde. Nach seiner Rückkehr in die Heimat begann er als Schauspieler auf kleineren Provinzbühnen; schnell wurde er vom Film entdeckt und so debütierte Centa 1936 in Mario Camerinis Ma non è una cosa seria. Gustav Machatys Ballerine im selben Jahr wurde bereits zum Erfolg. Schnell etablierte sich Centa im damaligen, von der Regierung unterstützten Starkult-System der italienischen Filmindustrie bis zu deren fast völligen kriegsbedingten Erliegen 1943. So spielte er, gutaussehend, ausdrucksstark und jugendlich-modern, den jungen Offizier in Gefühlskrisen (Squadrone bianco; 1936), den attraktiven Fußballspieler (Contessa di Parma, 1937), den desillusionierten Lastwagenfahrer (Fari nella nebbia, 1942) und den zynischen Verführer (T'amerò sempre, 1943). Insbesondere zwei Rollen wurden für Centas Bild in der Öffentlichkeit prägend: der arrogante und extrovertierte Offizier in Renato Castellanis Filmdebüt Un colpo da pistola 1942 und der leidenschaftliche Liebhaber in Zazà aus demselben Jahr. In diesen Jahren spielte er neben den meisten weiblichen Stars der Cinecittà.
Nach Ende des Zweiten Weltkrieges konnte Centa zwar noch in wichtigen Filmen wie Assunta Spina (1948) und Ombre sul Canal Grande (1951) mitwirken; der geänderte Publikumsgeschmack und seine fülligere Erscheinung führten jedoch bald zu weniger umfangreichen Rollen in kleineren und ohne Ansprüche hergestellten Filmen. Seit Mitte der 1950er Jahre nur noch selten aktiv und Ende des folgenden Jahrzehntes endgültig seine Karriere beim Film beendend, leitete er in Ferrara für viele Jahre ein Restaurant.
Centa verstarb bei einem Autounfall. 2009 erschien der Dokumentarfilm Il perdente gentiluomo: Vita e arte di Antonio Centa.

## Filmographie (Auswahl)
- 1936: Der Mann, der nicht nein sagen kann (Ma non è una cosa seria)
- 1936: Die weiße Schwadron (Lo squadrone bianco)
- 1937: Komtess von Parma (Contessa di Parma)
- 1938: Unter dem Kreuz des Südens (Sotto la croce del Sud)
- 1939: Una moglie in pericolo
- 1940: Validità giorni dieci
- 1940: Il cavaliere di Kruja
- 1938: Rivalin der Zarin (La principessa Tarakanova)
- 1942: Der Pistolenschuß (Un colpo da pistola)
- 1943: Zazà
- 1948: Der geheimnisvolle Kavaliere (Il cavaliere misterioso)
- 1948: Die Gezeichnete (Assunta Spina)
- 1949: Echo der Liebe (The Glass Mountain)
- 1949: Der Weg ins Verderben (La strada buia)
- 1951: Ombre sul Canal Grande
- 1952: Vom Landpfarrer zum Papst (Gli uomini non guardiano il cielo)
- 1953: Lohn der Angst (Le Salaire de la peur)
- 1953: Mizar – Spionin im Orient (Mizar)
- 1961: Das Leben ist schwer (Una vita difficile)
- 1968: Ein rabenschwarzes Schaf (La pecora nera)
- 1969: L’amore breve